# Déplacement bathochrome
Le déplacement bathochrome est une modification de la position de la bande spectrale  dans l’absorption, la réflectance, la transmittance ou l’émission d’une molécule vers les plus grandes longueurs d’onde (ou fréquences plus faibles).
Ceci peut être dû à une modification des conditions environnementales : par exemple, une modification de la polarité du solvant donnera un solvatochromisme. Une série de molécules structurellement liées dans des conditions de substitution peuvent aussi montrer un déplacement bathochrome. Le déplacement bathochrome étant un phénomène qui ne se rencontre que dans des spectres « moléculaires », et non « atomiques », ce qui fait qu’il est plus courant de parler de mouvements des pics dans le spectre que de mouvements des lignes.
{\displaystyle \Delta \lambda =\lambda _{\mathrm {observ{\acute {e}}} }^{\mathrm {{\acute {e}}tat2} }-\lambda _{\mathrm {observ{\acute {e}}} }^{\mathrm {{\acute {e}}tat1} }} où {\displaystyle \lambda } est la longueur d’onde du pic spectral étudié et {\displaystyle \lambda _{\mathrm {observ{\acute {e}}} }^{\mathrm {{\acute {e}}tat2} }>\lambda _{\mathrm {observ{\acute {e}}} }^{\mathrm {{\acute {e}}tat1} }}
Il est typiquement observé lors de l’utilisation d’un spectrophotomètre, d’un colorimètre ou d’un spectroradiomètre.
Les déplacements bathochromes sont parfois appelés déplacements vers le rouge. Bien que cette appellation soit  informelle, elle est parfois utilisée dans la littérature scientifique. Le déplacement bathochrome n’a pas de relation avec l’effet Doppler ou autres significations indépendantes des longueurs d’onde de décalage vers le rouge.